# كارولين كيف
كارولين كيف هي ممثلة كندية، ولدت في 25 يناير 1974 في فانكوفر الغربية في كندا. من الجوائز التي نالتها جائزة دورا مافور مور ‏.

## أعمال

### أفلام
- (2009) سو VI
- (2017) باور رينجرز[4]

### مسلسلات
- وكالة ديرك جينتلي للتحقيقات الشمولية

## جوائز
- جائزة دورا مافور مور [الإنجليزية]‏

## وصلات خارجية
- كارولين كيف على موقع IMDb (الإنجليزية)
- كارولين كيف على موقع ألو سيني (الفرنسية)
- كارولين كيف على موقع أول موفي (الإنجليزية)
- كارولين كيف على موقع قاعدة بيانات الأفلام السويدية (السويدية)
- كارولين كيف على موقع قاعدة بيانات الفيلم (الإنجليزية)
- كارولين كيف على موقع كينوبويسك (الروسية)